# Sacoglottis ovicarpa
Sacoglottis ovicarpa är en tvåhjärtbladig växtart som beskrevs av José Cuatrecasas. Sacoglottis ovicarpa ingår i släktet Sacoglottis och familjen Humiriaceae. Inga underarter finns listade i Catalogue of Life.